# Marco Del Rossi
Marco Del Rossi es un personaje ficticio de la serie canadiense de televisión Degrassi. Es interpretado por Adamo Ruggiero.

## Historia
Es uno de los estudiantes que reconocen su homosexualidad en la serie. Marco es una persona que da consejos provechosos a los otros estudiantes, y uno de los que sacan mejores notas, estando camino de asistir a una buena universidad.
Reconoció ser gay después de la presión ejercida por Ellie Nash, su exnovia, que estaba cansada de su mentira. Sólo lo confensó a dos personas, pero con el tiempo todos se enteraron. Empezó una relación con el hermano mayor de Paige, Dylan, pero rompieron porque éste deseaba una relación abierta, sin compromiso. En la quinta temporada, sale con Tim para dar celos a Dylan. Lo consigue, vuelven a estar juntos.
Su madre está de su lado, pero su padre no le acepta.
- Datos: Q9028664